# 克猶花園-聯合公路車站
克猶花園-聯合公路車站（英語：Kew Gardens–Union Turnpike station），入口和車站標誌顯示為「聯合公路-克猶花園車站」（英語：Union Turnpike–Kew Gardens station），是紐約地鐵IND皇后林蔭路線的一個快車地鐵站，位於皇后區克猶花園和森林小丘的邊界聯合公路及皇后林蔭路，設有E線（任何時候停站）和F線（任何時候停站）。雖然站名如此，但聯合公路實為克猶花園和森林小丘的分界線，而車站則位於該邊界上，並在兩側各自設有許多出入口。
此站在1936年12月31日作為獨立地鐵系統皇后林蔭路線的新總站啟用。此站的啟用為森林小丘和克猶花園的社區帶來了顯著增長，讓它們由原初的安靜住宅區變成活躍的人口中心。今天車站同時是地鐵和本地巴士的主要轉乘點。

## 車站結構
| G           | 街道層                | 出入口                                                                            |
| B1          | 夾層                  | 閘機、車站詢問處、MetroCard自動售票機 升降機位於聯合公路及克猶花園路東南角        |
| B2 月台層   | 南行                  | 深夜及週末時往世界貿易中心（75大道） · 往康尼島-斯提威爾大道（75大道）            |
| B2 月台層   | 島式月台，左/右側開門 |                                                                                   |
| B2 月台層   | 南行快速              | 平日往世界貿易中心（森林小丘-71大道）                                             |
| B2 月台層   | 北行快速              | 平日往牙買加中心（牙買加-凡維克） · 尖峰時往牙買加-179街（帕森斯林蔭路）          |
| B2 月台層   | 島式月台，左/右側開門 |                                                                                   |
| B2 月台層   | 北行                  | 深夜及週末時往牙買加中心-帕森斯/射手（布里亞伍德） · 往牙買加-179街（布里亞伍德） |
| B3 下層軌道 | 車廠軌道              | 無服務                                                                            |
| B3 下層軌道 | 車廠軌道              | 無服務                                                                            |

此快車地鐵站設有兩個島式月台和四條軌道。F線列車任何時候都在外側慢車軌道停靠，而E線則在平日時停靠中央快車軌道（往曼哈頓方向由上午6時至下午6時，往牙買加方向由上午7時30分至下午7時45分），其餘時間都在外側軌道。平日期間此站是E線和F線在前往東端總站分岔前最東端的轉乘站。
此站北行月台的北端設有信號塔和轉轍塔，但只在平日運作。
此站有兩個剪式橫渡線：一個位於東行的東端，另一個位於西行的西端。各渡線容許列車在同一方向橫跨快慢車軌道。牙買加方向月台東端還有一個控制箱，控制列車沿皇后林蔭路線前往179街或轉向至IND射手大道線。
車站以東設有天橋途經三角線連結牙買加車廠，並在車廠轉向東前往布里亞伍德車站。三角線第二側轉向西以後在車站以西下降至地鐵的下層。車廠本身位於車站北面，法拉盛草原-科羅納公園南部，介於大中央公園路及凡維克快速公路。

## 外部連結

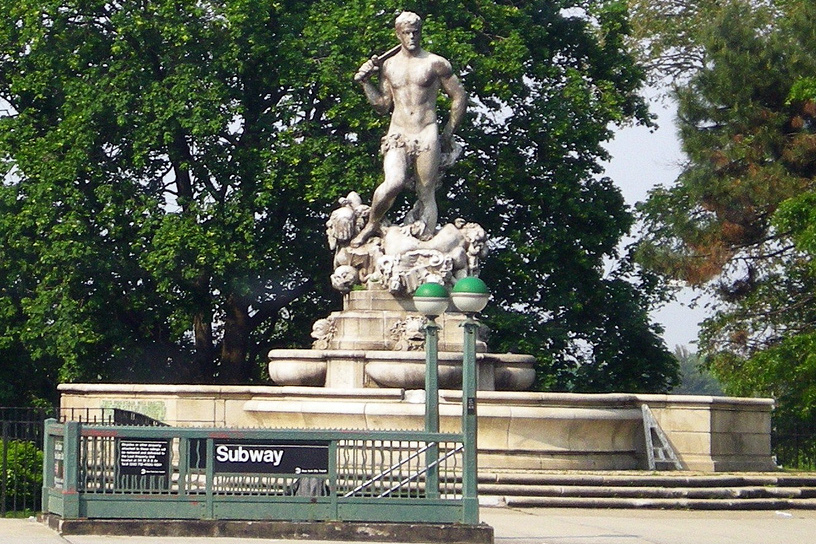
近皇后區公所的公民雕像前面景像

- 维基共享资源上的相關多媒體資源：克猶花園-聯合公路車站
- Track map of the area（页面存档备份，存于）, from nycsubway.org
- 80th Road entrance from Google Maps Street View （页面存档备份，存于）
- Union Turnpike — Jackie Robinson Parkway entrance from Google Maps Street View （页面存档备份，存于）
- 78th Avenue entrance from Google Maps Street View （页面存档备份，存于）
- Platforms from Google Maps Street View